# 第9偵察戦闘大隊
第9偵察戦闘大隊（だいきゅうていさつせんとうだいたい、JGSDF 9th Reconnaissance Combat Battalion）は、陸上自衛隊岩手駐屯地（岩手県滝沢市）に駐屯する第9師団隷下の機甲科（偵察戦闘）部隊である。

## 概要
大隊長は2等陸佐が充てられ、第9師団の情報収集専任部隊として第9師団の行動に必要な情報を偵察警戒車、軽装甲機動車や偵察用オートバイなどの車両や各種偵察用器材を使用して情報収集する任務にあたる偵察中隊と機動戦闘車を装備し戦闘任務にあたる戦闘中隊からなる。

## 沿革
- 2024年（令和06年）3月21日：第9戦車大隊および第9偵察隊を廃止・統合し、第9偵察戦闘大隊が岩手駐屯地において編成完結[1]。

## 部隊編成-
- 第9偵察戦闘大隊本部
- 本部管理中隊「9偵戦-本」：16式機動戦闘車、82式指揮通信車、1トン半救急車
- 偵察中隊「9偵戦-偵」：87式偵察警戒車、軽装甲機動車、偵察用オートバイ、地上レーダ装置1号(改) JTPS-P23
- 戦闘中隊「9偵戦-戦」：16式機動戦闘車、96式装輪装甲車、軽装甲機動車、偵察用オートバイ

## 主要装備
- 16式機動戦闘車
- 87式偵察警戒車
- 96式装輪装甲車
- 82式指揮通信車
- 軽装甲機動車
- 地上レーダ装置1号(改) JTPS-P23
- 偵察用オートバイ
- 1/2tトラック / 73式小型トラック
- 1 1/2tトラック / 73式中型トラック
- 3 1/2tトラック / 73式大型トラック
- 1トン半救急車
- スカイレンジャー（UAV）
- 89式5.56mm小銃
- M6C-210（60mm迫撃砲）